# 牟礼事件
牟礼事件（むれじけん）とは、1950年4月13日に発生した殺人・死体遺棄事件である。東京都渋谷区の不動産をめぐって殺害された所有者が、三鷹市牟礼において遺体として発見されたことから、こう呼ばれる。
また、犯人とされたうちの一人は、一貫して無罪を訴えていたことから、冤罪の疑いがある事案として、戦後の事件史において、たびたび引き合いに出される事件でもある。

## 事件・捜査の概要
1950年4月13日、東京都渋谷区に在住するW（女性、当時21歳）が行方不明になり、W名義の土地・建物がWと無関係の他人に売却されていたので、警察はWの失踪は土地・家屋の売買に関する紛争に巻き込まれたと推定した。おそらく同日に、殺害・遺棄が実行されたものと思われる。
Wの友人の証言によると、Wは土地と建物を売却しようとある不動産業者に相談したところ、「高橋三夫」と名乗る男性と交渉成立。4月13日に金の受け渡しをする予定で、当日、Wの友人Kは途中までWや高橋と同行したが、用事があり翌日に会う約束をして別れる。だが、4月14日にKが約束の場所に行ってみると、約束の時間にWは現れず、高橋の秘書「原保」と名乗る人物がWの引越し先を告げるが、結局、Wに会えず、居所すら不明だった。さらに翌日、Wの母がWの家に行ってみると、彼女の家財道具を男数人がかりで次々に運び出していた。Wの母親に例の高橋三夫と名乗る中年男性が、不動産業者に頼まれて家財道具を運んでいること、Wの引越し先は分からないことを告げる。やがて4月の終わり、会社経営者の佐藤誠（当時42歳）が知人に「高橋三夫と原保という男から土地と家の売却を頼まれている」と依頼。5月1日に売買成立。Wの母親がこの知人に娘の行方を尋ねている。
1950年12月20日、警察は佐藤を窃盗容疑で別件逮捕したものの、検察は証拠不十分で不起訴処分にして釈放した。
1952年6月頃からは、警察はKに高橋の秘書を名乗る「原保」を特定させるため、事件に関係有りそうな者の写真を次々と見せた。Kが「原保に似ている」と漏らしたのが佐藤の部下であったAの写真であった。9月25日にKにAを面通しさせて確証を得たため、10月3日、AはWに対する土地・建物の奪取目的の誘拐・殺人・死体遺棄の疑いで逮捕され、10月13日に殺人を自供。Aは自分とB（台湾人で1952年6月に病死）は従犯であり、佐藤が主犯・指揮命令者であると供述。この供述によって、佐藤を逮捕した。1952年10月17日、Aの供述に基づいてWの遺体を捜索した結果、牟礼の神社内でWの遺体が発見されるに至った。
佐藤は本件に関する警察の尋問に対して、自分はこの事件にはいかなる関与もしていない、無実であると主張し続けたので、自白供述調書を作成することはできなかったが、1952年10月23日、検察官はAの供述に基づいて佐藤とAを強盗殺人・死体遺棄の罪で起訴した。

## 佐藤と高橋は同一人物か
佐藤はWの土地と家の売買に関係したことは認めたが、「高橋」は別にいると主張。佐藤は高橋が佐藤宅に訪れたことを妻と使用人が証明してくれると主張。しかし、使用人は証言拒絶。妻は証人として裁判所に呼ばれたものの、非公開法廷において、高橋・原が別にいることを明言できず、それらしい人達に会ったという証言しかできなかった。二人は佐藤の逮捕後、親戚や近所から「事件に関わった者」と非難され、使用人は結婚が破談になる等、生活が急落していた。
死の直前のBから「高橋三夫から預かった書類を佐藤誠に渡したが、佐藤が返してこないので裁判で訴えてやる」と聞いた人物が証言をし、佐藤と高橋は別人であると主張した。
しかし、裁判で佐藤の主張は認められず、佐藤と高橋は同一人物とされた。

## 殺害方法
Aの供述でWの遺体が発見されたことは秘密の暴露となったが、Aの殺害に関する供述は扼殺と毒殺と場面によって異なる供述をしている。裁判では殺害方法は扼殺として確定した。しかし、Wの頭蓋骨に鈍器で殴られたように陥没しており、Wの下着には血痕のシミが付着するなど、物証では扼殺以外の殺害方法が指摘された。さらに、Aは拘置中の同房者に「刃物で刺し殺した」と話していたことが記録に残されているなど、殺害方法に大きな謎が残っている。
物証を示す被害者Wの頭蓋骨や下着は捜査鑑定での紛失や裁判所の処分が後に発覚したため、証拠保全の軽視が問題視された。

## 裁判と再審請求
裁判で佐藤は、自分は殺人事件にいかなる関与もしていない、無実であると主張した。裁判は下記のとおりの経過・結果になった。
- 1954年10月25日、東京地裁は佐藤に死刑判決、A被告人に懲役10年の判決。Aは控訴せず確定して服役、佐藤は無実を主張して控訴。
- 1957年6月20日、東京高裁は控訴を棄却。佐藤は無実を主張して上告。
- 1958年8月5日、最高裁は上告を棄却、佐藤の死刑が確定。
- 1960年2月12日、佐藤は第1次再審請求を東京地裁に提出。再審請求が棄却されるたびに第8次再審請求まで再審請求を繰り返した。
- 1984年1月4日、佐藤は第8次再審請求を東京地裁に提出。
- 1988年4月30日、東京地裁は佐藤の第8次再審請求を棄却。
- 1989年10月27日、佐藤は37年間身柄を拘束されたまま病死した（享年81）。

## その他
- 佐藤は過去に大臣の車の窃盗を部下に指示した疑惑（1950年の別件逮捕の容疑）や1952年に衆院選では選挙参謀で対立候補を誹謗中傷したとして相手陣営から訴えられるなどされた過去があったため、警察から問題のある人物と見られていた。